# Іржавець (притока Сули)
Іржавець або Мокрий Іржавець — річка в Україні, у Лубенському (раніше — Оржицькому) районі Полтавської області. Права притока Сули (басейн Дніпра).

## Опис
Довжина річки 18 км, похил річки — 0,72 м/км, площа басейну — 110 км². Відстань від гирла основної річки до місця впадіння — 123 км. Протяжність вираженої річкової долини — 26 км (з урахуванням колишнього річища нижче с. Лукім'я — 31,8 км).
Заплава заболочена, лучна, середня ширина — 150 м. Середня ширина долини — 600 м, глибина — 20 м. Течія нестабільна, збільшується після танення снігів або злив. В селах Несено-Іржавець, Полуніївка та Райозеро стік регулюється дамбами, для підживлення водою ставків.

## Розташування
Протікає між річками Сліпорід та Оржиця. Витікає поблизу с. Несено-Іржавець, впадає в Сулу нижче с. Нижній Іржавець сучасного Лубенського району Полтавської області. Південно-східніше с. Дмитрівка до річки впадає балка, з порослими дубово-грабовим лісом схилами.